# 加茂美穂子
加茂 美穂子（かも みほこ、1976年9月30日 - ）は、日本の女優。青年座映画放送所属。
身長157cm、体重45.5kg。

## 来歴
- 福岡県北九州市出身。
- 3人兄弟の長女。弟が二人いる。
- 小学校1年生の時にテレビ放送で見た家政婦は見た!で女優・市原悦子に憧れ舞台女優になると決意。
- 通っていた小学校に演劇部がなかったため、舞台に立てるクラブ活動として、バトン部を選ぶ。
- 中学2年生の時に福岡キャッツシアターで観た「キャッツ」でますます舞台女優という仕事への夢を募らせ、中学高校と演劇部に所属し熱心に活動。
- 高校を卒業後に念願の上京。日本大学芸術学部演劇学科演技コースに入学。
- 2000年に劇団青年座研究所に入所。　2002年に同研究所を卒業の後、劇団青年座に入団。
- 2017年3月末日をもって、15年所属した劇団青年座を退団。
- 2017年4月より青年座映画放送株式会社の所属俳優となる。

## 出演作品

### テレビドラマ
NHK
- NHK朗読紀行・猟銃 （2003年）
- 逆転人生「美智子・86才 ゴールデン街・伝説の“マリア”」（2020年3月9日） - 美智子を助ける街娼役

日本テレビ系
- 喰いタン 第3話（2006年1月28日）
- ダーティ・ママ 第5話（2012年2月8日） - 妊婦 役
- anone 第5話・第8話・第9話（2018年2月7日・3月7日・14日） - 紙野律子 役
- 獣になれない私たち 第8話（2018年11月28日） - 根元真美 役

TBS系
- 結婚式へ行こう!（2006年12月18日 - 2007年3月9日） - 武内真理子 役
- パパドル! 第9話（2012年6月21日） - なゆみのファン 役
- 月曜名作劇場 ドラマ特別企画　西村京太郎サスペンス「十津川警部シリーズ3 伊豆踊り子号殺人迷路」（2017年9月11日） - 鈴香の母 役
- 恋する母たち 第一話 （2020年10月23日） - 石川（学年成績トップの子の母）役
- 毒恋～毒も過ぎれば恋となる～ 第一話・第二話（2024年9月17日・9月24日） - マダム 役

フジテレビ系
- トレース〜科捜研の男〜　第5話（2019年2月4日） - 源良枝 役
- 元彼の遺言状 第4話（2022年5月2日） - 滝川美代 役
- モンスター 第7話（2024年11月25日、関西テレビ） - スナック美咲のママ・美咲 役[1]

テレビ朝日系
- 南くんの恋人 第10話・第11話（2004年9月9日・16日） - 看護師 役
- テレビ朝日開局50周年記念スペシャル「鹿鳴館」（2008年1月5日） - 柳原前光夫人 役
- 松本清張生誕100年スペシャル「夜光の階段」 第3話（2009年5月7日） - 旅館の仲居 役
- 相棒season10 第10話・元旦スペシャル「ピエロ」（2012年1月3日） - 加奈の母 役
- 特捜9 Season4（2021年） - 鈴木律子 役
- 刑事7人 Season8 第7話（2022年） - 山尾京子 役
- 日曜プライム
  - 「法医学教室の事件ファイル44」（2018年） - 小山田美穂子 役
  - 「私は代行屋!事件推理請負人5」（2020年） - 唐島夏子 役
  - 「法医学教室の事件ファイル47」（2020年） - 戸倉真知子 役
- 木曜ドラマ「警視庁アウトサイダー」（2023年1月5日） - 最上恵美子 役

テレビ東京系
- 水曜ミステリー9「多摩南署たたき上げ刑事・近松丙吉(8)〜最後のメッセージ」（2008年11月5日） - 柳田幸江 役
- 水曜ミステリー9「湯けむりドクター華岡万里子の温泉事件簿〜赤い殺意」（2013年3月13日） - 堤京子 役
- 警視庁ゼロ係〜生活安全課なんでも相談室〜 第4話（2016年2月5日） - 駒田栄次の妻 役
- ドクター調査班 第7話（2016年6月3日） - 大塚敏江 役
- 警視庁強行犯係・樋口顕（2021年1月29日） ‐ 鍬形早苗 役
- シガテラ（2023年） - 斎藤の母 役
- 月曜プレミア8 小杉健治サスペンス 当番弁護士 梶原藤子の事件のファイル〜鬼子母神の女（2021年10月4日） - バーのママ 役
- 月曜プレミア8 再雇用警察官5（2023年3月13日） - 福沢陽子 役
- ドラマNEXT　パティスリーMON 第4話（2024年1月23日） - 金子 役
- ダブルチート 偽りの警官 Season1 第4話（2024年5月17日、テレビ東京・WOWOW） - 浅岡町子 役[2]

WOWOW
- 遠藤憲一と宮藤官九郎の勉強させていただきます 第5話（2018年12月10日） - 広瀬ミキ 役

### 配信ドラマ
- 金魚妻（2022年2月14日配信、Netflix）
- 毒恋～毒も過ぎれば恋となる～ 第一話・第二話（Netflix） - マダム 役

### 映画
- 変身（監督：佐野智樹、2005年、配給：日本出版販売） - 牧田香織 役
- 釣りバカ日誌18 ハマちゃんスーさん瀬戸の約束（監督：朝原雄三、2007年9月8日、配給：松竹） - 反対運動のメンバー・珠恵の友人 役
- 体操しようよ（監督：菊池健雄、2018年11月9日、配給：東急レクリエーション）　-旅館の女将　役
- 東京組曲2020（監督：三島有紀子、2023年5月13日、配給：オムロ）-本人　役
- 一月の声に歓びを刻め (監督 : 三島有紀子、2024年2月9日、 配給 : 東京テアトル)　-せいこ 役
- また逢いましょう（監督：西田宣善、2025年7月19日、配給：渋谷プロダクション）[3]

### その他映像作品
- 第64回 民間放送全国大会 オープニングムービー・テレビ編「-好きですか-」（監督：水田伸生、2016年） - 史子 役

### 舞台
- 「乳房」（2003年、紀伊國屋ホール） - 学生 役
- 青年座50周年記念公演「殺陣師段平」（2004年、紀伊國屋サザンシアター） - 小女 役
- 青年座50周年記念公演「桜姫東文章」（2004年、下北沢offoffシアター） - 自休坊 役
- 「越路吹雪物語」（松竹 / 読売テレビ、2005年、名鉄ホール 他） - 女学生・看護婦 役
- 「燕のいる駅」（グローブ座、2005年、大阪厚生年金会館） - 近藤泰子 役
- 「妻をめとらば-晶子と鉄幹-」（2006年、大阪新歌舞伎座 / 御園座） - 石川節子 役
- 「越路吹雪物語」（2006年、大阪松竹座 / 日生劇場） - 女学生・看護婦 役
- 「妻をめとらば-晶子と鉄幹-」（2007年、明治座） - 石川節子 役
- 「越路吹雪物語」（2008年、中日劇場 / 日生劇場） - 女学生・看護婦 役
- マキノノゾミ三部作「フユヒコ」（2008年、紀伊國屋ホール） - 寺田秋子 役
- 「僕らは生まれ変わった木の葉のように」（2009年、青年座劇場） - 妻 役
- 「雨」（2011年、新国立劇場） - 女中・仲居 役
- 「ムエン 一族」（2011年、青年座劇場） - 玉木早智子 役
- 「横濱短篇ホテル」（2013年、紀伊國屋ホール） - ウェイトレス 役
- 「ええから加減」（2013年、シアタークリエ） - 料亭の仲居 役
- 「熱き心で突っ走れ!」（2014年、中野サンプラザホール 他全国） - 彩乃 役
- 「台所の女たち」（2014年、青年座劇場） - 大石真由美 役
- 青年座60周年記念公演「地の乳房」（2014年、紀伊國屋ホール） - ひさ 役
- 松本紀保プロデュース公演「海と日傘」（2014年、シアター風姿花伝） - 看護婦 役
- 「龍が如く」（2015年、赤坂ACTシアター） - 麗奈 役
- 「無法松の一生」（2015年、中野サンプラザホール 他全国） - お美代 役

### ラジオ
- NHK FMシアター　「オレンジ色は僕らの夢」　(2022年2月26日) - 菅野 恵/中川  役

### 吹き替え
- wowow　　「BULL/ブル 法廷を操る男　シーズン６　ザ・ファイナル　（2022年9月17日）　＃10 頭の中の殺人者　- トルーヴィ・フリッツ　役